# Rubens Bertogliati
Rubens Bertogliati (Lugano, 9 mei 1979) is een Zwitsers voormalig wielrenner.

## Carrière
Bertogliati werd beroepswielrenner in 2000 bij Lampre-Daikin. Na twee anonieme jaren in het peloton brak Bertogliati, die een goed tijdrijder was, in 2002 door met een overwinning in de Grote Prijs Chiasso. Later dat jaar won hij tijdens zijn tweede Ronde van Frankrijk verrassend de eerste etappe door in de slotkilometers uit het peloton weg te blijven. Hij veroverde daardoor ook de gele trui, die hij na de derde etappe moest afstaan aan Erik Zabel.
In 2004, nadat hij naar Saunier Duval-Prodir was overgegaan, brak hij zijn heup in de Ronde van Nederland. Hoewel Bertogliati vaak aanvallend reed, bleven overwinningen na zijn succesjaar lange tijd uit. In 2009 en 2010 werd hij Zwitsers kampioen tijdrijden. Na het seizoen 2012 beëindigde Bertogliati zijn wielerloopbaan.

## Belangrijkste overwinningen
2002
GP Chiasso
1e etappe Ronde van Frankrijk
2009
 Zwitsers kampioen tijdrijden, Elite
2010
 Zwitsers kampioen tijdrijden, Elite

## Resultaten in voornaamste wedstrijden
| Jaar | Ronde van Italië | Ronde van Frankrijk | Ronde van Spanje |
| ---- | ---------------- | ------------------- | ---------------- |
| 2001 |                  | 140e                |                  |
| 2002 |                  | 138e (1)            |                  |
| 2003 |                  |                     | 154e             |
| 2004 | 52e              |                     |                  |
| 2005 |                  | 92e                 |                  |
| 2006 |                  |                     |                  |
| 2007 | opgave           |                     |                  |
| 2008 |                  | opgave              |                  |
| 2009 | 68e              |                     |                  |
| 2010 | 66e              |                     |                  |
| 2011 |                  |                     |                  |
| 2012 |                  |                     |                  |

| Jaar | Milaan-San Remo | Parijs-Roubaix | Amstel Gold Race | Luik-Bast.‑Luik | Ronde van Lombardije | Waalse Pijl | Parijs-Tours |  | WK op de weg |  | Wereldranglijsten |
| ---- | --------------- | -------------- | ---------------- | --------------- | -------------------- | ----------- | ------------ |  | ------------ |  | ----------------- |
| 2001 |                 | opgave         |                  |                 |                      |             |              |  |              |  |                   |
| 2002 | 146e            | opgave         |                  |                 |                      |             |              |  | 30e          |  |                   |
| 2003 |                 | 62e            |                  |                 |                      |             | 111e         |  |              |  |                   |
| 2004 | 125e            |                |                  | 105e            |                      | 66e         |              |  |              |  |                   |
| 2005 |                 | opgave         |                  |                 | 81e                  |             |              |  |              |  |                   |
| 2006 | 85e             |                | 87e              |                 |                      | 31e         |              |  |              |  |                   |
| 2007 |                 |                |                  |                 |                      |             |              |  |              |  |                   |
| 2008 |                 |                |                  |                 |                      | 18e         |              |  | 25e          |  | 129e (UPT)        |
| 2009 |                 |                | opgave           | 67e             | opgave               | 55e         |              |  | opgave       |  | 180e (UWK)        |
| 2010 | 139e            | buit.tijd      |                  | 80e             |                      | 130e        |              |  |              |  | 178e (UWK)        |
| 2011 |                 |                |                  |                 |                      |             | 18e          |  |              |  |                   |
| 2012 |                 |                |                  | 94e             |                      | 134e        |              |  |              |  |                   |